# القبو الأخضر

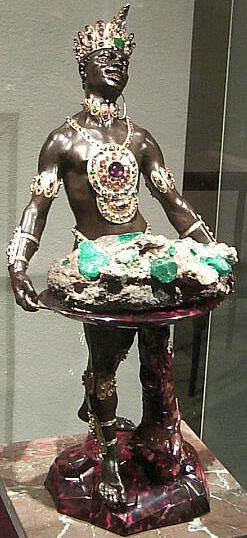
مور مع الزمرد العنقودية

القبو الأخضر (بالألمانية: Grünes Gewölbe)‏ هو متحف يقع في دريسدن بألمانيا ، يحتوي على أكبر مجموعة كنوز في أوروبا.  تأسس المتحف في عام 1723 من قبل أوغسطس القوي في بولندا وساكسونيا ، ويضم مجموعة متنوعة من المعروضات بأنماط من الباروك إلى الكلاسيكية . تم تسمية Green Vault على اسم قواعد الأعمدة المطلية باللون الأخضر الملكيت سابقًا وعواصم الغرف الأولية. يزعم البعض أنه أقدم متحف في العالم ؛ إنه أقدم من المتحف البريطاني، الذي افتتح في عام 1759، لكن متاحف الفاتيكان يعود تاريخ تأسيسه لعام 1506.
بعد قصف درسدن خلال الحرب العالمية الثانية ، تمت استعادة القبو الأخضر بالكامل. اليوم ، تُعرض كنوزها في معرضين: The Historic Green Vault ( Historisches Grünes Gewölbe ) تشتهر بروعة غرفة الكنز التاريخية التي ظلت كما كانت موجودة في عام 1733 ، بينما يركز New Green Vault ( Neues Grünes Gewölbe ) على القاء الضوء على كل غرض في غرف حيادية.
يقع القبو الأخضر في الطابقين الأول والثاني من القسم الغربي من قلعة درسدن. وهي الآن جزء من مجموعات فنون ولاية دريسدن.